# Hautmont
Hautmont es una comuna francesa situada en el departamento del Norte, en la región de Alta Francia.

## Demografía
| 18 594 | 17 870 | 19 175 | 18 461 | 17 475 | 16 029 | 14 197 |
| Para los censos de 1962 a 1999 la población legal corresponde a la población sin duplicidades (Fuente: INSEE [Consultar]) |        |        |        |        |        |        |

## Economía
En el centro comercial Aushopping Louvroil Val de Sambre están instalados locales de marcas como Leroy Merlin, Decathlon y Kiabi.